# Zemple, Minnesota
Zemple là một thành phố thuộc quận Itasca, tiểu bang Minnesota, Hoa Kỳ. Năm 2010, dân số của thành phố này là 93 người.

## Dân số
- Dân số năm 2000: 75 người.
- Dân số năm 2010: 93 người.